# Hospital Universitario General de Villalba
El Hospital Universitario General de Villalba es un hospital situado en Collado Villalba, y forma parte del Servicio Madrileño de Salud (SERMAS), considerado hospital público de gestión privada.

## Historia
El primer proyecto del hospital fue firmado en agosto de 2008 con el Ayuntamiento de Collado Villalba. Las obras de construcción se iniciaron en 2010, completándose en diciembre de 2012. Fue inaugurado el 13 de octubre de 2014, con una apertura progresiva de sus servicios a lo largo de ese mes. 
El edificio fue diseñado por el estudio de arquitectura de Enero Arquitectura.
La gestión se asignó inicialmente a la empresa privada Capio. La empresa cambió de nombre en 2013, pasando a denominarse IDC Salud, y tras la fusión con la empresa Quirón, actualmente la gestión del hospital depende de Quirónsalud. La concesión tiene una duración de 30 años y finaliza en 2040. La concesión incluye la gestión de todos los servicios (asistenciales y no asistenciales).

## Cobertura asistencial
El Hospital Universitario General de Villalba atiende a una población superior a 120.000 habitantes, correspondientes a los municipios de Collado Villalba, Alpedrete, Becerril de la Sierra, Moralzarzal, Cercedilla, Navacerrada, Collado Mediano y Los Molinos. El hospital está ubicado en Collado Villalba. 

### Atención Primaria
Es el hospital asignado para 4 centros de salud de Atención Primaria y 6 consultorios, entre los que se incluyen: 
- Centro Salud Villalba Estación

1. Consultorio de Alpedrete

- Centro Salud Villalba Pueblo

1. Consultorio de Moralzarzal

- Centro de Salud Sierra Guadarrama

1. Consultorio de Collado Mediano
2. Consultorio de Becerril de la Sierra

- Centro de Salud Cercedilla

1. Consultorio de Los Molinos
2. Consultorio de Navacerrada

## Cartera de servicios
| - Alergología - Aparato Digestivo - Cardiología - Endocrinología - Geriatría - Medicina Interna - Hematología - Neumología - Neurología - Nefrología - Oncología - Pediatría - Reumatología - Psiquiatría - Urgencias | - Cirugía General y de Aparato Digestivo - Cirugía Cardiovascular (consulta) - Cirugía Oral y Maxilofacial - Dermatología - Obstetricia y Ginecología - Oftalmología - Otorrinolaringología - Neurocirugía - Traumatología y Cirugía Ortopédica - Urología | - Análisis Clínicos - Anatomía Patológica - Anestesiología y Reanimación - Bioquímica - Farmacia Hospitalaria - Inmunología - Medicina Intensiva - Medicina Preventiva - Medicina del Trabajo - Microbiología y Parasitología - Psiquiatría - Psicología Clínica - Radiodiagnóstico - Radiofísica Hospitalaria - Rehabilitación |

## Personal
En el centro trabajan casi 1000 profesionales. Cuenta con:
- facultativos 245
- enfermería 504
- personal no sanitario 226

### Docencia
Es uno de los centros de referencia para la formación de profesionales sanitarios de la Universidad Alfonso X el Sabio y la Universidad Francisco de Vitoria, 

## Instalaciones y recursos
La superficie construida total consta de 69.066 metros cuadrados, siendo la edificación puramente hospitalaria de 46.591 metros cuadrados, y estando el resto dedicado a
instalaciones técnicas y garaje cubierto.
El hospital dispone de:
- camas instaladas 217
- quirófanos 9
- puestos de hospital de día 47
- puestos de hemodiálisis 18
- consultas externas 72
- paritorios 4
- mamógrafos 1
- tomógrafos computarizados 1
- resonancias magnéticas 2

### Accesos
Al Hospital Universitario General de Villalba se puede llegar en transporte público, utilizando los autobuses urbanos de Collado Villalba y los interurbanos que llegan desde las poblaciones aledañas.
- Líneas de Autobús:

1. Líneas desde Madrid  (Estación de Moncloa) 673
2. Línea desde Moralzarzal 670
3. Línea desde Cercedilla 680
4. Línea desde Navacerrada 696

Se puede acceder al Hospital por la autovía  A-6  (Autovía del Noroeste), y por la carretera  M-608 .